# Гвардія національної безпеки
Гвардія національної безпеки (англ. National Security Guard, NSG), також відома як «Чорні коти», — антитерористичний підрозділ Індії. Це одна зі служб центральних збройних поліцейських сил (CAPF), підпорядкована МВС. Заснована 16 жовтня 1984 року після операції «Блакитна зірка».

## Функції
NSG є спеціалізованим підрозділом, призначеним для боротьби з тероризмом і викраденнями літаків. З двохтисячних років функції служби розширили, включивши до її обов'язків особисту охорону впливових VIP-персон. У січні 2020 МВС передало цю функцію CRPF і CISF, знову зосередивши діяльність NSG на контр-тероризмі.
Невеликий підрозділ NSG працює в Кашмірі з 2018 року, коли МВС схвалило пропозицію надати підтримку армії, CRPF та BSF в операціях із високим ризиком. Розгорнуто близько 100 спецпризначенців, зокрема снайперів та експертів з підриву для підтримки при штурмі захоплених терористами будівель.
Крім того, National Bomb Data Centre, спеціалізований відділ NGS, який займається вивченням вибухових пристроїв (див. нижче), іноді надає правоохоронним органам допомогу в проведенні розслідувань вибухів.

## Організація
Службу створено за зразком британської SAS і німецької GSG 9. NSG повністю складається з добровольців, відряджених з армії, CAPF або поліції Індії. Певний період часу, вони повертаються до своєї попередньої служби. Адміністративний центр організації, яким керує генеральний директор NSG (офіцер індійської поліції), знаходиться у селищі Мехрам Нагар в Південно-Західному Делі, Оперативний штаб під керівництвом генерального інспектора (офіцер армії у званні генерал-майора) знаходиться у місті Манесар.
У відповідь на критику за те, що сили NSG не змогли швидко прибути з Манесара до Мумбая під час серії терактів в листопаді 2008 року, Міністерство внутрішніх справ вирішило розгорнути контингенти NSG в основних регіонах Індії для уникнення подібних ситуацій у майбутньому.  Регіональні центри розташовані у Гайдарабаді, Мумбаї, Ченнаї, Колкаті та Гандінагарі.

## Бойові підрозділи
Бойові підрозділи NSG складаються з двох груп спеціального призначення і трьох спеціальних рейнджерських груп, що базуються у штаб-квартирі в Манесарі; п'яти зведених спеціальних груп, розміщених у кожному з п'яти регіональних центрів; а також Національного центру дослідження бомб та Центру електронної підтримки, які також базуються у своєму оперативному штабі в Манесарі.
- 51-ша і 52-га групи спеціального призначення (англ. Special Action Groups, SAG), персонал яких набирається з індійської армії. 51 SAG створена у 1986 і протягом тривалого часу була основним бойовим підрозділом NSG. Зараз вона займається операціями з боротьби з тероризмом і повстанцями, а сформована у 2010-х 52 SAG — операціями з боротьби з викраденнями літаків. Базуються у Манесарі.
- 11-та, 12-та і 13-та спеціальні рейнджерські групи (Special Ranger Groups, SRG), персонал яких набирається переважно з CAPF. Спочатку вони були матеріально-технічним підрозділом NSG і виконували бойові функції з низьким рівнем ризику, наприклад огородження, пізніше використовувалися майже виключно для охорони VIP-персон. У 2012 році 11 SRG разом з SAG увійшла до складу антитерористичних сил, а 12 і 13 продовжували використовуватися для охорони VIP, поки NSG не була звільнена від цієї функції (див. вище). Базуються у Манесарі.
- П'ять зведених спеціальних груп (Special Composite Group, SCG), персонал яких набраний з армії та CAPF. Групи реагують на інциденти, що відбуваються у відповідному регіоні. Кожну групу SCG очолює офіцер у званні полковника, делегований від індійської армії. Дислокуються у п'ятьох регіональних центрах:
  - 26 SCG — Мумбаї;
  - 27 SCG — Ченнаї;
  - 28 SCG — Хайдарабад;
  - 29 SCG — Колката;
  - 30 SCG — Гандінагар.
- Група електронної підтримки (Electronic Support Group, ESG) надає комунікаційну та технологічну підтримку. Очолена офіцером армії, базується у Манесарі.
- Національний центр дослідження бомб (National Bomb Data Centre, NBDC). Створений у 1988 році, займається реєстрацією та аналізом усіх пов'язаних з вибухами інцидентів у країні, проводить дослідження та розробки в галузі вибухових речовин і за потреби надає допомогу поліції в розслідуванні вибухів. Очолює центр або армійський офіцер у званні полковника, або офіцер якоїсь служби CAPF окрім самої NSG у званні коменданта.

## У масовій культурі
Оперативники NSG фігурують у трилері 2018 року «Готель Мумбаї», заснованому на реальних подіях.